# Scymnus frontalis
Scymnus frontalis es una especie de escarabajo del género Scymnus, familia Coccinellidae. Fue descrita científicamente por Fabricius en 1787.
Se distribuye por Reino Unido, Francia, Suecia, Noruega, Bélgica, Alemania, Polonia, Austria, Finlandia, Países Bajos, Estonia, Ucrania, Luxemburgo, Mongolia, Italia, Rusia, Bulgaria, Chequia, Corea, Serbia, Grecia, Hungría, Suiza, Dinamarca, Croacia, Moldavia, Irlanda, Kazajistán, Letonia, Eslovenia, Eslovaquia, Turquía y Estados Unidos.
Mide 2-3 milímetros de longitud. Vive en laderas de hierba seca.

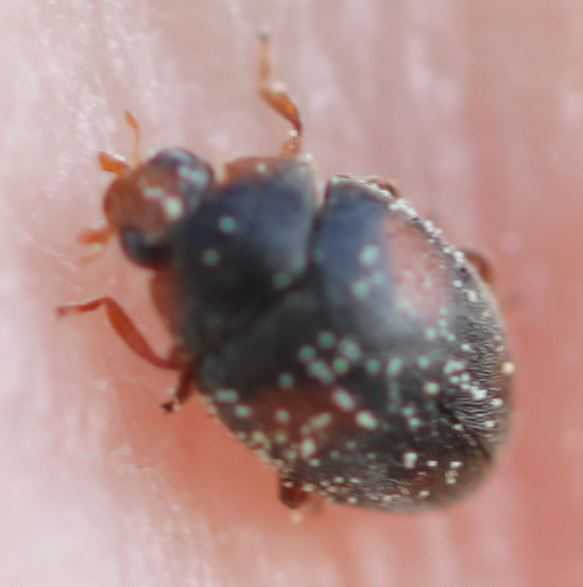
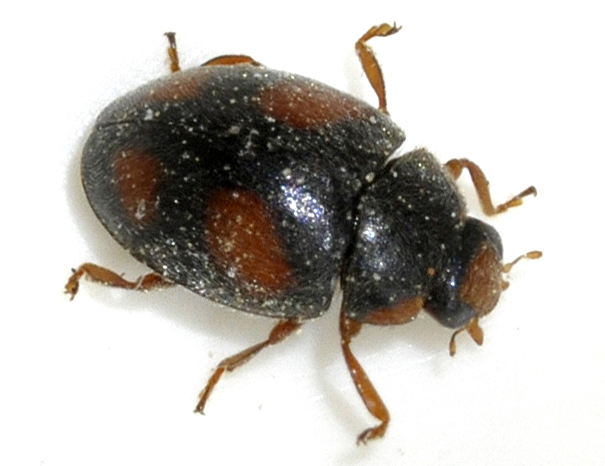
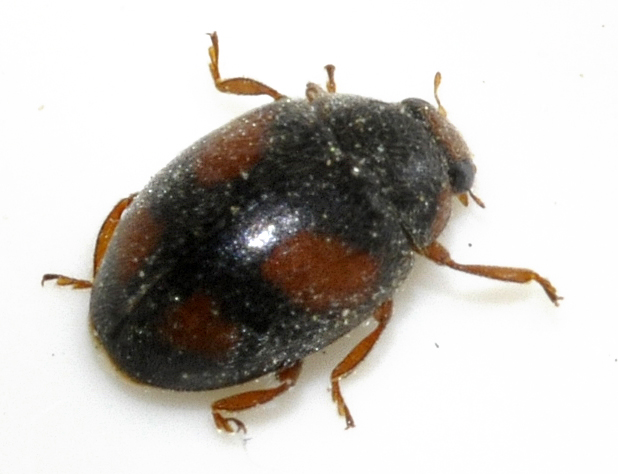
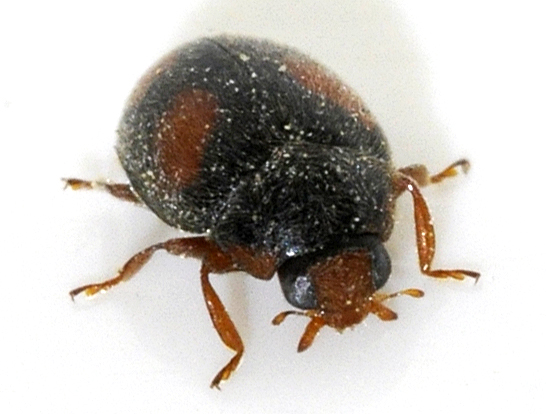
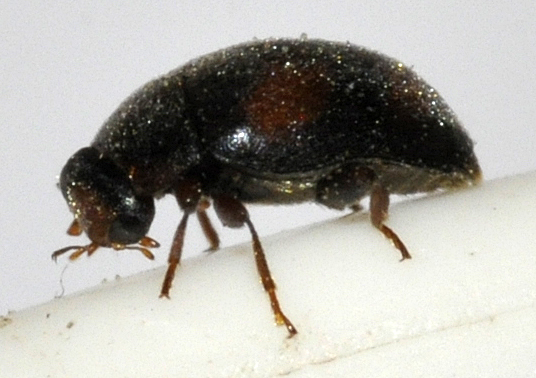